# سعيد حسين عيد
سعيد حسين عيد (بالصومالية: siciid xuseen ciid)‏ سياسي صومالي شغل منصب رئيس غرفة التجارة والصناعة والزراعة في ولاية بونتلاند.  في يناير 2015، عُين وزيرا للصحة في ظل حكومة عمر شارماركي  ثم عين وزيرا للثروة الحيوانية في 27 يناير من نفس العام.  وخلفه في الوزارة بعد ذلك الشيخ نور محمد حسن. 